# 桐生球場前駅

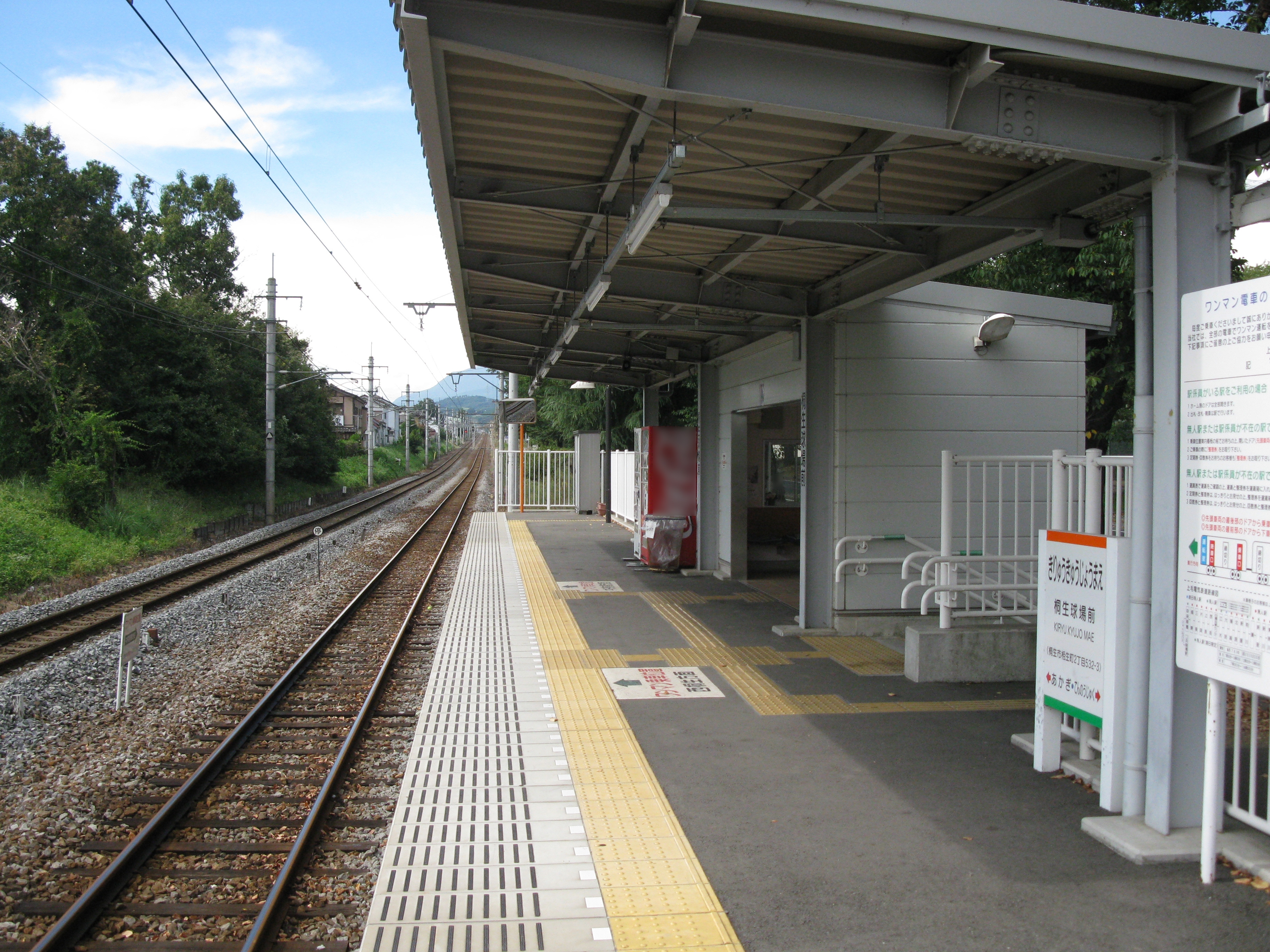
ホーム（2010年9月）

桐生球場前駅（きりゅうきゅうじょうまええき）は、群馬県桐生市相生町二丁目にある上毛電気鉄道上毛線の駅である。
東武桐生線との並走区間にあるが、桐生線側に駅はない。

## 駅構造
単式ホーム1面1線を有する地上駅。無人駅である。構造物と一体化した椅子があり、ドアがない待合室があるのみ。

## 歴史
- 2006年（平成18年）10月1日 - 開業。

上毛線内でもっとも新しい駅である。

## 利用状況
出典はいずれも桐生市統計書より。
| 乗降人員推移       | 乗降人員推移 |
| 年度               | 1日平均人数  |
| ------------------ | ------------ |
| 2009年（平成21年） | 131          |
| 2010年（平成22年） | 136          |
| 2011年（平成23年） | 141          |
| 2012年（平成24年） | 145          |
| 2013年（平成25年） | 155          |
| 2014年（平成26年） | 145          |
| 2015年（平成27年） | 149          |
| 2016年（平成28年） | 156          |
| 2017年（平成29年） | 157          |
| 2018年（平成30年） | 144          |
| 2019年（令和元年） | 127          |
| 2020年（令和02年） | 95           |
| 2021年（令和03年） | 179          |

## 駅周辺

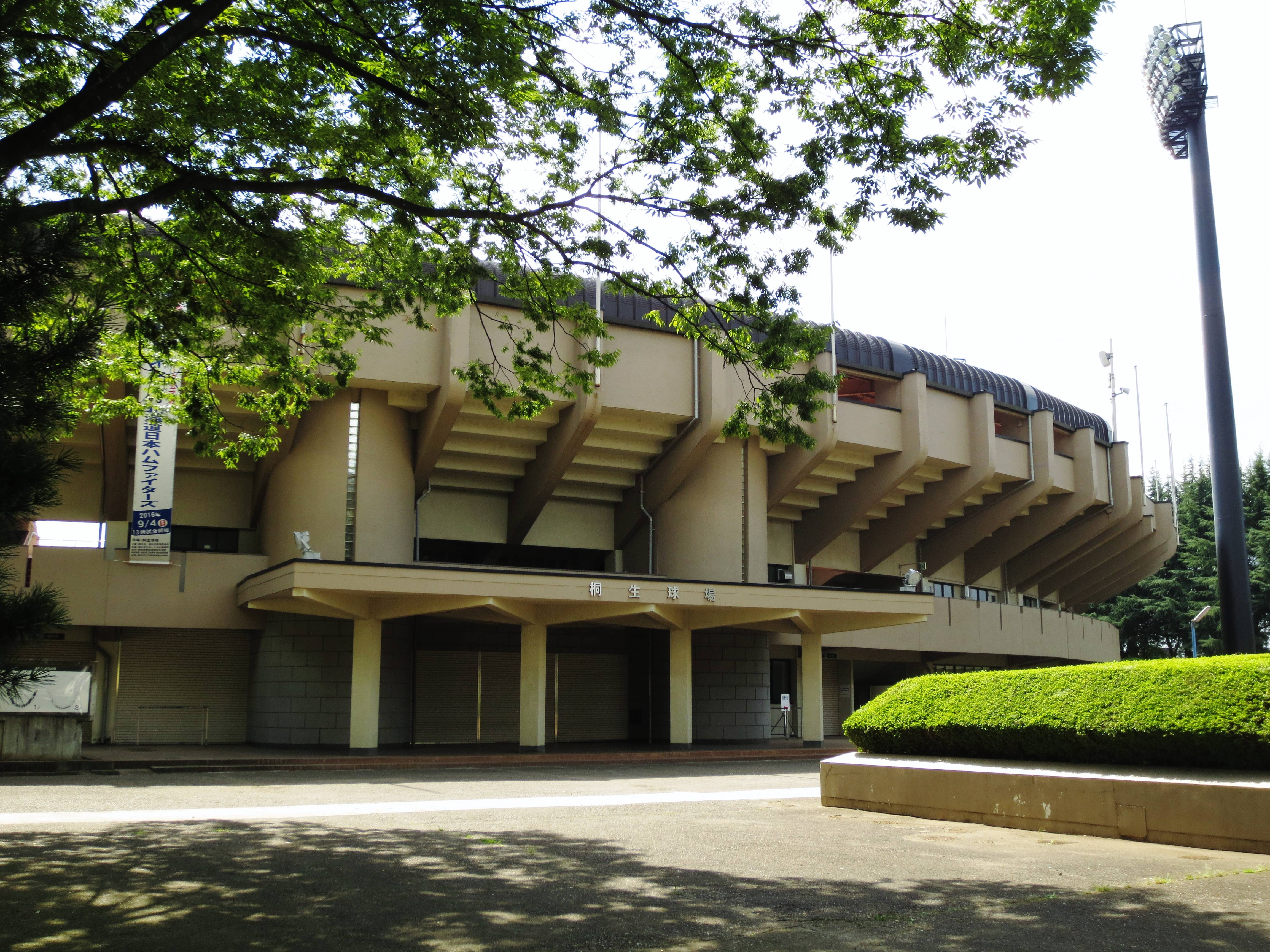
桐生球場

東側に桐生市運動公園があり、同公園を挟んだ向かい側にわたらせ渓谷鐵道の運動公園駅がある。西側は住宅が多い。
- レストランニュートラル
- 桐生市運動公園
  - 桐生球場
  - 桐生市民体育館
- 桐生市営渡良瀬団地
- 群馬県立桐生清桜高等学校（旧群馬県立桐生西高等学校）

## バス路線
| 乗場 | 系統             | 主要経由地                           | 行先       | 運行会社                        | 備考 |
| ---- | ---------------- | ------------------------------------ | ---------- | ------------------------------- | ---- |
|      | 相生線（左循環） | さくらもーる東、相老駅入口、厚生病院 | 桐生駅北口 | おりひめバス （桐生朝日自動車） |      |
|      | 相生線（右循環） | 桐生西高校前、相老駅、厚生病院       | 桐生駅北口 | おりひめバス （桐生朝日自動車） |      |

## 隣の駅
上毛電気鉄道
■上毛線
赤城駅 - 桐生球場前駅 - 天王宿駅